# Tchiressoua Guel
Tchiressoua Guel (Sikensi, Costa de Marfil, 27 de diciembre de 1975) es un exfutbolista de Costa de Marfil que juega en la posición de centrocampista. Guel adquirió la nacionalidad francesa el 9 de julio de 2003. Es padre del también futbolista Moussa Guel.

## Carrera

### Club
| Periodo   | Club                          |
| --------- | ----------------------------- |
| 1993–1998 | ASEC Mimosas                  |
| 1998–1999 | Olympique de Marseille        |
| 1999–2001 | AS Saint-Étienne              |
| 2001–2004 | FC Lorient                    |
| 2004–2005 | Ankaragücü                    |
| 2005      | AS Nancy                      |
| 2005–2006 | FC Lorient                    |
| 2007–2008 | Hapoel Ironi Kiryat Shmona FC |

### Selección nacional
Debutó con Costa de Marfil el 25 de septiembre de 1993 en la victoria por 4-1 ante Nigeria en Lagos por la clasificación de CAF para la Copa Mundial de Fútbol de 1994. Su primer gol internacional lo anotó el 27 de marzo de 1994 en la victoria por 4-0 ante Sierra Leona en Sousse por la clasificación para la Copa Africana de Naciones de 1994. Su último partido internacional lo jugó el 1 de marzo de 2006 en la derrota por 2-3 ante España en un partido amistoso en Valladolid. Jugó 81 partidos con la selección nacional y anotó 10 goles.

## Logros

### Club
- Ligue 1: 1997, 1998
- Coupe de Côte d'Ivoire: 1997
- Coupe Houphouët-Boigny: 1997, 1998
- CAF Champions League: 1998
- Coupe de France: 2002

### Individual
- Goleador de la Ligue 1: 1997
- Equipo Ideal de la Copa Africana de Naciones 1998.